# Пол Коннертон
Поль Коннертон (англ. Paul Connerton) — соціолог, професор кафедри соціальної антропології Кембриджського університету.
Його значним внеском в розвиток культурно-антропологічних досліджень стала книга «Як суспільства Пам'ятають» (How Societies Remember) (1989), яка відновила обговорення феномену колективної пам'яті (розпочаті Морисом Альбваксом та ін.).

## Концепція суспільної пам'яті
Суспільна пам'ять, в концепції Коннертона, включає тілесні практики, котрі проявляються в одязі, звичках, традиціях, ритуалах та інших практиках, визначених суспільною домовленістю. Ключовою позицією в концепції вченого, своєрідним лейтмотивом усієї праці постає концепція «пам'яті-звички».
Коннертон звертається до теми церемоній вшанування пам'яті, бо, як він підкреслює, у них яскраво проявляється «тілесний компонент». На його думку, соціальна пам'ять являється нам саме у таких церемоніях — церемоніях, де репрезентація постає на повен зріст. Крім того, зауважує дослідник, церемонії вшанування пам'яті характеризуються перформативністю, тобто властивістю бути розіграними у формі дійства. А перформативна пам'ять — є пам'яттю тіла. Тому в останній частині він зупиняється на «питанні» тіла — тілесних практиках і техніках тіла, акцентуючи на тому, що вони невидимо для нас структурують і легітимізують наш соціальний і культурний досвід.
Коннертон концентрує увагу саме на пам'яті, спільній пам'яті про минуле та своєрідній «механіці» її передачі, бо пам'ять — колективна пам'ять, соціальна пам'ять чи пам'ять індивідуальна — і робить нас із вами тим, чим ми є, вибудовуючи нашу ідентичність і визначаючи нашу приналежність до певної спільноти — групи, громади, міста, нації, країни.

### Наукові праці
- How Societies Remember
- Critical Sociology: Selected Readings
- How Modernity Forgets
- The Tragedy of Enlightenment: An Essay on the Frankfurt School
- The Spirit of Mourning: History, Memory and the Body